# Hồ Văn Mười (sinh năm 1969)
Hồ Văn Mười (sinh ngày 10 tháng 8 năm 1969) là sĩ quan công an, chính trị gia nước Cộng hòa xã hội chủ nghĩa Việt Nam. Ông hiện là Phó Bí thư Tỉnh ủy Đắk Nông, Bí thư Ban Cán sự Đảng, Chủ tịch Ủy ban nhân dân tỉnh Đắk Nông và kiêm nhiệm các vị trí lãnh đạo hành chính tỉnh Đắk Nông. Ông nguyên là Bí thư Đảng ủy, Giám đốc Công an tỉnh Đắk Nông; Phó Cục trưởng Cục An ninh nội địa; Phó Cục trưởng Cục An ninh tài chính tiền tệ và đầu tư, Bộ Công an.
Hồ Văn Mười là Đảng viên Đảng Cộng sản Việt Nam, học vị Cử nhân An ninh, Cử nhân Kinh tế, Cử nhân Xây dựng Đảng và chính quyền Nhà nước, Thạc sĩ Luật, Cao cấp lý luận chính trị. Ông có cấp hiệu Đại tá Công an nhân dân Việt Nam, có sự nghiệp xuất phát và xuyên suốt ngành công an.

## Xuất thân và giáo dục
Hồ Văn Mười sinh ngày 10 tháng 8 năm 1969 tại xã Duy Hòa, huyện Duy Xuyên, tỉnh Quảng Nam, lớn lên và tốt nghiệp 12/12 ở quê nhà. Năm 1987, ông tới thủ đô Hà Nội, nhập học Trường Đại học An ninh nhân dân (nay là Học viện An ninh nhân dân), tốt nghiệp Cử nhân chuyên ngành An ninh nhân dân. Sau đó, ông tiếp tục học, nhận bằng Cử nhân Kinh tế, Cử nhân Xây dựng Đảng và chính quyền Nhà nước, rồi Thạc sĩ Luật. Hồ Văn Mười được kết nạp Đảng Cộng sản Việt Nam vào ngày 28 tháng 12 năm 1993, trở thành đảng viên chính thức vào ngày 28 tháng 12 năm 1994. Trong quá trình hoạt động Đảng và Nhà nước, ông theo học các khóa tại Học viện Chính trị Quốc gia Hồ Chí Minh, nhận bằng Cao cấp lý luận chính trị. Nay, ông cư trú tại phường Nghĩa Phú, thành phố Gia Nghĩa, tỉnh Đắk Nông.

## Sự nghiệp

### Công an nhân dân
Tháng 7 năm 1993, sau khi tốt nghiệp đại học, Hồ Văn Mười bắt đầu sự nghiệp của mình với vị trí là cán bộ, trinh sát viên tại Cục Bảo vệ Chính trị I, Bộ Nội vụ. Tháng 3 năm 1993, Bộ Nội vụ thành lập Cục Bảo vệ Chính trị III của Tổng cục Phản gián, ông được chuyển sang làm cán bộ, trinh sát viên của Cục Bảo vệ Chính trị III. Sau đó, Bộ Công an được tách ra, ông chuyển sang Tổng cục An ninh, Bộ Công an, thăng chức làm Phó Trưởng phòng, Trợ lý Phó Tổng cục trưởng Tổng cục An ninh. Tháng 10 năm 2006, ông được Bộ Công an điều chuyển về tỉnh Đồng Nai, vào Ban Chấp hành Đảng ủy Công an tỉnh, được phân công và bổ nhiệm làm Bí thư Chi bộ, Trưởng phòng An ninh kinh tế, Công an tỉnh Đồng Nai, công tác ở vị trí này trong sáu năm.
Tháng 9 năm 2012, Hồ Văn Mười được điều chuyển tới Thành phố Hồ Chí Minh, nhậm chức Phó Bí thư Chi bộ, Phó Cục trưởng Cục An ninh tài chính tiền tệ và đầu tư thuộc Tổng cục An ninh tại Thành phố Hồ Chí Minh. Tháng 9 năm 2015, ông được điều sang làm Bí thư Đảng ủy, Phó Cục trưởng Cục Bảo vệ chính trị V, Tổng cục An ninh, Bộ Công an. Tháng 8 năm 2018, hệ thống tổ chức của Bộ Công an được cải tổ, phân tách Tổng cục An ninh thành các cục, ông được phân công làm Ủy viên Ban Thường vụ, Bí thư Đảng ủy cơ sở, Phó Cục trưởng Cục An ninh nội địa tại Thành phố Hồ Chí Minh. Ngày 6 tháng 12 năm 2019, ông được Bộ trưởng Bộ Công an Tô Lâm điều động về Công an tỉnh Đắk Nông, nhậm chức Giám đốc Công an tỉnh Đắk Nông.

### Đắk Nông
Tháng 12 năm 2019, sau khi được điều chuyển về Công an tỉnh Đắk Nông, tại kỳ họp của Đảng ủy tỉnh Đắk Nông khóa XI, Hồ Văn Mười được bầu bổ sung vào Ban Thường vụ Tỉnh ủy Đắk Nông, phân công làm Bí thư Đảng ủy Công an tỉnh. Ngày 16 tháng 10 năm 2020, tại Đại hội Đảng bộ tỉnh Đắk Nông lần thứ 12, ông tiếp tục được bầu là Ủy viên Ban Thường vụ Tỉnh ủy khóa XII. Tháng 4 năm 2021, ông ứng cử và trúng cử làm Đại biểu Hội đồng nhân dân tỉnh Đắk Nông khóa IV, rồi được phân công làm Phó Bí thư Tỉnh ủy từ tháng 6. Vào ngày 30 tháng 6 năm 2021, tại kỳ họp thứ nhất của Hội đồng nhân dân tỉnh Đắk Nông khóa IV, Hồ Văn Mười được giới thiệu và trúng cử tỷ lệ 100% vị trí Chủ tịch Ủy ban nhân dân tỉnh Đắk Nông, nhiệm kỳ 2021–2026. Ông được Thủ tướng Phạm Minh Chính phê chuẩn vị trí, vẫn kiêm nhiệm là Giám đốc Công an tỉnh Đắk Nông cho đến ngày 14 tháng 7, chuyển giao cho Đại tá Bùi Quang Thanh.

## Khen thưởng
Trong sự nghiệp, Hồ Văn Mười được trao một số giải thưởng như:
- Huân chương Chiến công hạng Nhất, hạng Ba (2);
- Bằng khen của Thủ tướng Nguyễn Xuân Phúc 2018;
- Hai (2) danh hiệu chiến sĩ thi đua toàn lực lượng Công an nhân dân;